# 1889 na televisão

## Nascimentos
| Data           | Nome            | Profissão | Nacionalidade | Observações | Ref   |
| -------------- | --------------- | --------- | ------------- | ----------- | ----- |
| 16 de abril    | Charles Chaplin | ator      | Reino Unido   | m. 1977     | [ 1 ] |
| 22 de julho    | James Whale     | ator      | Reino Unido   | m. 1957     | [ 2 ] |
| 10 de novembro | Claude Rains    | ator      | Reino Unido   | m. 1967     | [ 3 ] |

## Mortes
| Data | Nome | Profissão | Nacionalidade | Observações | Ref |
| ---- | ---- | --------- | ------------- | ----------- | --- |